# Aphroditella negligens
Aphroditella negligens är en ringmaskart som först beskrevs av Moore 1905.  Aphroditella negligens ingår i släktet Aphroditella och familjen Aphroditidae. Inga underarter finns listade i Catalogue of Life.